# Giao hưởng số 8 (Mozart)

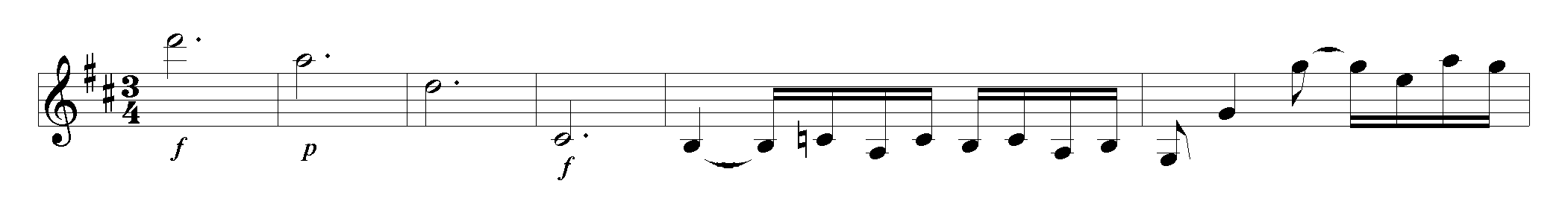
Phần mở đầu của bản giao hưởng số 8 của Mozart

Giao hưởng số 8 cung Rê trưởng, K. 48 là bản giao hưởng của nhà soạn nhạc người Áo Wolfgang Amadeus Mozart. Bản giao hưởng này được ấn định ngày sáng tác là 13 tháng 12 năm 1768. Nó được viết tại Viên, khi mà gia đình của Mozart sẵn sàng quay trở lại quê nhà Salzburg nhưng chưa về ngay được. Trong một bức thư gửi cho một người bạn của mình ở Salzburg, Lorenz Hagenauer, cha của Wolfgang Amadeus Mozart, Leopold Mozart, đã nói rằng "chúng tôi không thể nào kết thúc công việc của mình sớm hơn, kể cả chúng tôi đã cố gắng vất vả để làm việc đó". Bản viết tay của bản giao hưởng số 8 của Mozart được lưu giữ tại Preusischer Kulturbesitz tai Berlin. Bản giao hưởng này gồm có 4 chương và được viết dành cho 2 oboe, 2 horn, 2 trumpet, timpani và đàn dây. Sự tham gia của trumpet và timpani là điều không bình thường trong các bản giao hưởng đầu tiên của Mozart. Nó được mô tả là "điều mang tính chất nghi lễ". 4 chương của bản giao hưởng gồm:
1. Allegro, nhịp 3/4
2. Andante, nhịp 2/4
3. Menuetto và Trio, nhịp 3/4
4. Molto allegro, nhịp 12/8

## Chương 1: Allegro[1]
Chương đầu tiên bắt đầu với những bước nhảy xuôi dòng được thể hiện bởi violin và sau đó âm nhạc được tiếp bởi các gam âm nhạc. Chúng được biểu diễn xen kẽ bởi đàn dây và nhạc cụ khí.

## Chương 2: Andante[1]
Chương hai là chương nhạc chỉ dành cho đàn dây và được bắt đầu với một hàng giai điệu chật hẹp và được kết thúc bằng việc mở rộng ra hàng đó.

## Chương 3: Menuetto và Trio[1]
Chương 3 được bắt đầu bằng đoạn minuet với các đoạn chuyển nhanh chóng của đàn dây. Ở đây có sự tham gia của trumpet và timpani, nhưng chúng lại không xuất hiện ở phần trio.

## Chương 4: Molto allegro[1]
Chương 4 là một bản gigue khi mà chủ đề chính không kết thúc chương nhạc như thường lệ.